# Syberyjska lekcja
Syberyjska lekcja – polski film dokumentalny z 1998 roku w reżyserii i według scenariusza Wojciecha Staronia.
Bohaterami filmu są młoda nauczycielka języka polskiego oraz absolwent szkoły filmowej, którzy decydują się pojechać na Syberię, by znaleźć tam pracę. Nauczycielka zaczyna od rozlepiania plakatów zachęcających do nauki jej rodzimego języka, wkrótce też znajduje chętnych, przeważnie wśród potomków polskich zesłańców. Bohaterka obserwuje monotonną codzienność i nędzę swoich uczniów, który często topią smutki w alkoholu i nie mają przed sobą perspektyw. Mimo to bohaterka nie traci nadziei; nawiązawszy przyjazne relacje z uczniami, opuszcza Syberię już jako młoda mężatka, stara się jednak odwlekać swój wyjazd z Rosji jak tylko może.
Akcja filmu dzieje się w Usolu Syberyjskim w obwodzie irkuckim.
Syberyjska lekcja była wielokrotnie nagradzana na festiwalach; film otrzymał między innymi Srebrnego Lajkonika na Krakowskim Festiwalu Filmowym, Nagrodę im. Andrzeja Munka oraz Grand Prix Międzynarodowego Festiwalu Filmowego w Paryżu.